# Tharus
Els tharus són un poble del Nepal (al Tarai) i l'Índia (a Uttar Pradesh i Uttarakhand) de cares planes, poca barba i pòmuls alts pel qual han estat considerats d'origen turani (turc) encara que ells diuen ser descendents dels rajputs de Chittor. Eren nòmades cultivadors i actualment només cultivadors encara que tradicionalment no els agrada llaurar sempre els mateixos camps; es van anar retirant cada vegada més al nord davant d'altres castes, refugiant-se en zones boscoses i molts van emigrar al Nepal on viu actualment la majoria i són reconeguts com a nacionalitat. En total hi ha un milió dos-cents mil tharus, dels que poc més d'un milió viuen al Nepal i la resta a l'Índia.